# Transformatorhuisje (Buinen)
Het transformatorhuisje aan de Hoofdstraat in Buinen is een in de trant van de Amsterdamse School gebouwde nutsvoorziening. Het gebouwtje is erkend als een provinciaal monument

## Beschrijving
Het transformatorhuisje werd omstreeks 1930 gebouwd. De vormgeving doet sterk denken aan de stijl van de Amsterdamse school. Met behulp van siermetselwerk zijn eenvoudige decoratieve patronen in de muren aangebracht. Ook sierankers in de geveltoppen dragen bij aan de sobere decoratie van het gebouwtje. Die decoratieve functie vervullen ook de tandlijsten van siermetselwerk, die boven de deuren zijn aangebracht. Het zadeldak is bedekt met Tuiles du Nord.
De transformatorhuisje is erkend als een provinciaal monument onder meer vanwege de cultuurhistorische-, civieltechnische- en stedenbouwkundige waarde. Het gebouwtje is een voorbeeld van de zorgvuldige wijze waarop nutsvoorzieningen in Drenthe in de periode voor de Tweede Wereldoorlog werden vormgegeven. Ook de esthetische kwaliteit van het ontwerp, de gaafheid van het gebouw en de beeldbepalende ligging waren van belang bij het aanwijzen tot provinciaal monument.